# 삼성벤처투자
삼성벤처투자(영어: Samsung Venture Investment)는 대한민국의 벤처캐피탈(VC)로, 삼성그룹의 금융 계열사이다.

## 연혁
- 1999년 10월 08일: 삼성그룹의 4개 계열사, '전기', '중공업', '전관(현 삼성SDI)', '전자'가 공동 출자하여 자본금 200억 원의 삼성벤처투자 출범[1]
- 2000년 6월 21일: 지식관리 전문 소프트웨어 업체인 '온더아이티'에 30억 원 투자[2]
- 2000년 7월 10일: 영상정보통신 전문 업체인 '크레비스'에 16억 원 투자,[3]
계열사 '삼성전자'와 셋톱박스 제조업체 '휴맥스'와 합작으로 조인트벤처 '크로스디지털' 설립[4]
- 2000년 7월 11일: 벤처 기업 '씨그마테크'에 15억 원 투자[5]
- 2000년 9월 18일: 계열사 '삼성물산', '캐피탈(현 삼성카드)'과 함께 인터넷 전자 지불 솔루션 업체 '엔-캐시'에 총 30억 원 투자[6]
- 2014년4월 25일: 'KT' 계열 콘텐츠 검색 업체 '엔써즈'에 21억 원 투자[7]
- 2014년 5월 6일: 계열사 삼성전자 등의 투자로 총 2600억 원 규모의 벤처 조합 결성[8]

## 같이 보기
- 벤처캐피탈
- 벤처기업